# Rivière Ouelle
Der Rivière Ouelle ist ein rechter Nebenfluss des Sankt-Lorenz-Stroms in der Verwaltungsregion Bas-Saint-Laurent der kanadischen Provinz Québec.

## Flusslauf
Der Rivière Ouelle hat seinen Ursprung in dem kleinen See Lac Therrien in den Monts Notre-Dame. Auf den ersten 18 km trägt er die Bezeichnung Bras de la Rivière Ouelle. Er fließt über eine Gesamtstrecke von etwa 79 km in nördlicher Richtung durch die MRC Kamouraska, passiert die Gemeinde Saint-Pacôme und mündet schließlich bei Rivière-Ouelle in das Ästuar des Sankt-Lorenz-Stroms. Auf einem kurzen Flussabschnitt oberhalb der Mündung machen sich die Gezeiten bemerkbar. Der Fluss entwässert ein Areal von 860 km². 
Der Rivière Ouelle ist mit dem Kanu befahrbar. Am Unterlauf befinden sich mehrere Stromschnellen. Der Atlantische Lachs wurde erfolgreich im Fluss wiederangesiedelt.

## Namensgebung
Der Rivière Ouelle wurde zu Ehren von Louis Houël, Sieur du Petit-Pré, benannt. Dieser war Mitglied der Compagnie des Cent-Associés und königlicher Sekretär im damaligen Neufrankreich.

## Gedeckte Brücken
Die 1920 erbaute 25 m lange gedeckte Brücke Pont du Collège (⊙) überspannt den Rivière Ouelle in der Gemeinde Saint-Onésime-d’Ixworth etwa 35 km oberhalb der Mündung.